# فستق
فستق روستایی از توابع بخش نوبران شهرستان ساوه در استان مرکزی ایران است.
محصولات این روستا گردو و بادام و پسته هستند. از جمله آثار باستانی این روستا می توان به تپه فستق که در آثار ملی ثبت شده است اشاره کرد. نام این روستا به معنای پسته است.

## جمعیت
این روستا در دهستان بیات قرار دارد و براساس سرشماری مرکز آمار ایران در سال ۱۳۹۵، جمعیت آن ۲۱۸ نفر (۱۰۴ خانوار) است.